# Markus Karas
Markus Karas (* 28. Mai 1961 in Flensburg) ist ein deutscher Organist, Dirigent und Komponist.

## Leben
Markus Karas studierte nach dem Abitur an der Staatlichen Hochschule für Musik und Darstellende Kunst Frankfurt am Main. Er bestand sowohl das kirchenmusikalische Staatsexamen (A-Examen) als auch die Künstlerische Reifeprüfung (Diplom) mit der Abschlussnote „Sehr gut“. Das Konzertexamen legte er 1987 im Fach Orgel bei Edgar Krapp ab und erhielt den akademischen Grad Konzertsolist. Seit 1989 ist Karas Organist und Kantor am Bonner Münster. Er leitet neben dem Münsterchor und dem Chorus Cantate Domino seit 2001 auch den Frauenchor BonnSonata und den Rheinischen Kinder- und Jugendchor Bonn. 1992 wurde er zum Regionalkantor für das Stadtdekanat Bonn ernannt und seither auch zu den Bonner Beethovenfesten als Dirigent und Organist eingeladen. Karas ist Mitherausgeber der Zeitschrift Musik und Kirche und als Dozent, Komponist und Konzertorganist weltweit aktiv. 1984 begannen seine Funk- und Fernsehaufnahmen, seit 1994 veröffentlichte Karas zudem CDs. Seine Kompositionen erschienen bei den Verlagen Bärenreiter und Bosse (Kassel), Carus (Leinfelden-Echterdingen), Dr. Butz (Bonn), Editions Musica Ferrum (London), Katholische Bibelanstalt (Stuttgart) und Strube (München).
2009 wurde er als ordentliches Mitglied der Klasse der Künste und Kunstwissenschaften in die Sudetendeutsche Akademie der Wissenschaften und Künste berufen.

## Ehrungen und Auszeichnungen
- 1977 Stipendiat des Dr. Hoch’schen Konservatoriums, Frankfurt a. M.
- 1985 Sieger beim Limburger-Dom-Orgelwettbewerb (1. Preis)
- 2005 und 2009 – 1. Preis mit BonnSonata bei den Landes-Chorwettbewerben Nordrhein-Westfalen in Siegen und in Bonn
- 2006 und 2010 – 3. Preis mit BonnSonata bei den Bundes-Chorwettbewerben in Kiel und in Dortmund
- 2008 erhielt Karas den vom Freistaat Bayern gestifteten Sudetendeutschen „Kulturpreis Musik“

## Veröffentlichte Kompositionen als Autor und Herausgeber (Auswahl)
- Senfkornballade für Singstimme, E-Gitarre, Klavier, Trompete und Schlagzeug. Text: Henning Schröer (Strube-Verlag 2004, Nr. 1967)
- Jesu dulcis memoria. Choral und acht Variationen über den gregorianischen Hymnus für Orgel (Dr. Butz-Verlag 2005, Nr. 1917)
- Auf meinen lieben Gott trau ich in Angst und Not. Drei Choralvorspiele im „Bachschen Kontrapunkt“ für Orgel (Dr. Butz-Verlag 2009, Nr. 2222)
- Singend durch das Kirchenjahr – Ökumenisches Chorbuch zu drei Stimmen, herausgegeben von Antje Wissemann und Markus Karas. Darin enthalten: 10 Choralbearbeitungen für S/A/M und Klavier (Orgel) und ein „Pater noster“ von Markus Karas (Gustav Bosse Verlag 2011, BE 950)
- Jesus lebt, mit ihm auch ich. Meditation über das Osterlied für Orgel (Carus-Verlag 2014, CV 18.203)
- Ave Maria für gemischten Chor a cappella (Strube-Verlag 2015, Nr. 6900/04)
- You Are My Guiding Star – A Christmas Love Song für Singstimme und Klavier (Strube-Verlag 2015, Nr. 6904)
- Alle Menschen höret auf dies neue Lied. Choral und vier Variationen für Orgel (Dr. Butz-Verlag 2016, Nr. 2820)
- Hört der Engel große Freud (Hark! The Herald Angels Sing). Choralvariation für Orgel (Dr. Butz-Verlag 2016, Nr. 2820)
- Christmas-Puzzle. Variationen über drei Weihnachtslieder für hohe Trompete und Orgel (Strube-Verlag 2017, Nr. 3487)
- Mass-Memories  – Thoughts about Ludwig van Beethoven’s Kyrie and Gloria op. 86, 1+2 für Klavier, im Auftrag für Susanne Kessels 250 piano pieces for Beethoven, Vol. 4 (Editions Musica Ferrum 2018, ISMN-Nr.: 979-0-708147-45-9)
- Wir sind nur Gast auf Erden. Meditation für Orgel (Carus-Verlag 2018, CV 18.205)
- Ökumenisches Orgelbuch, Band 1 & 2, herausgegeben von Markus Karas und Carsten Klomp. Darin enthalten: 18 unterschiedlichste Choralbearbeitungen und Begleitsätze für Orgel von Markus Karas (Bärenreiter-Verlag 2018, BA 11236)
- Pfingstfantasie. Triptychon über den Eingangsvers des gregorianischen Introitus am Pfingstsonntag für Orgel (Strube-Verlag 2020, Nr. 3552)
- Pfingsthymnus „Veni, Creátor Spíritus“ für Oboe, zwei antiphonal singende Chöre und Klavier oder Orgel (Strube-Verlag 2020, Nr. 4174)
- Chant sans paroles (Original für Klavier), für Orgel bearbeitet (Dr. Butz-Verlag 2024, Nr. 3138)

## CDs (Auswahl)
- Festliche Orgelwerke der französischen Romantik (1998) Markus Karas spielt an der großen Klais-Orgel des Bonner Münsters Boëllmann, Dupré, Franck, Gigout, Lefébure-Wély, Messiaen, Widor u. a.
- Ludwig van Beethoven: Messe C-Dur op. 86, Felix Mendelssohn Bartholdy: Wie der Hirsch schreit nach frischem Wasser op. 42 (2001) Bonner Münsterchor – Vokalsolisten – Vokalensemble des Rheinischen Kinder- und Jugendchores Bonn, Orchester der Münsterbasilika Bonn – Wolfgang Bretschneider, Orgel. Leitung: Markus Karas
- Psalmen & Hymnen, Meditationen (2002), Werke für Chor und Orgel aus fünf Jahrhunderten u. a. von Alain, Bach, Desprez, Distler, Hassler, Haydn, Karas, Lotti, Mendelssohn Bartholdy, Messiaen, Reger, Rheinberger, Viadana, Vulpius. Chorus Cantate Domino (Kammerchor am Bonner Münster), Leitung und Orgel: Markus Karas
- Deutsche Orgelmusik aus vier Jahrhunderten (2002) Markus Karas spielt an der großen Klais-Orgel des Bonner Münsters Bach, Bruhns, Karas, Mendelssohn Bartholdy, Liszt und Reger
- Olivier Messiaen: La Nativité du Seigneur, neun Meditationen für Orgel (2002) Markus Karas an der großen Klais-Orgel des Bonner Münsters
- Swinging Christmas (2017) Ein musikalischer Adventskalender mit BonnSonata & Friends: Valerie Haunz, Sopran – Andrea Will, Flöte – Hubert Arnold, Keyboards & Sounds – Christoph Müller, Trompete – Stefan Schwebig, Schlagzeug – Hans-André Stamm, Klavier & Orgel. Leitung: Markus Karas